# Aureliusz Wiktor
Sekstus Aureliusz Wiktor (łac. Sextus Aurelius Victor; ur. ok. 320, zm. ok. 390) − rzymski historyk.

## Życie
Pochodził z Afryki, jak sam zaznacza − urodzony na wsi. Ojciec nie był wykształcony. Prawdopodobnie w 337 roku, w wieku osiemnastu lat przybył do Rzymu aby podjąć studia. Ammianus Marcellinus w swym dziele podaje, że cesarz Julian mianował Wiktora namiestnikiem Pannonii Drugiej oraz uhonorował spiżowym posągiem jako męża godnego naśladowania ze względu na trzeźwy sąd; znacznie później zostanie on prefektem Rzymu, który to urząd pełnił najprawdopodobniej do czerwca 389 roku.

## Twórczość
Jego najbardziej znanym dziełem jest powstała ok. 360 roku praca historyczna Caesares, zawierająca krótkie informacje biograficzne o cesarzach rzymskich od Augusta do Konstancjusza II. Pod względem literackim nawiązywał do stylu Tacyta, Swetoniusza, a szczególnie Salustiusza, od którego jest w dużej mierze zależny. 
Do innych dzieł przypisywanych Aureliuszowi Wiktorowi należą: Epitome de Caesaribus − skrót dziejów cesarstwa do panowania Teodozjusza Wielkiego, Origo gentis Romanae − rozprawa o pochodzeniu Rzymian, De viris illustribus − historia Rzymu okresu monarchii i republiki, oparta na Hyginie i Liwiuszu.